# Mammillaria carmenae

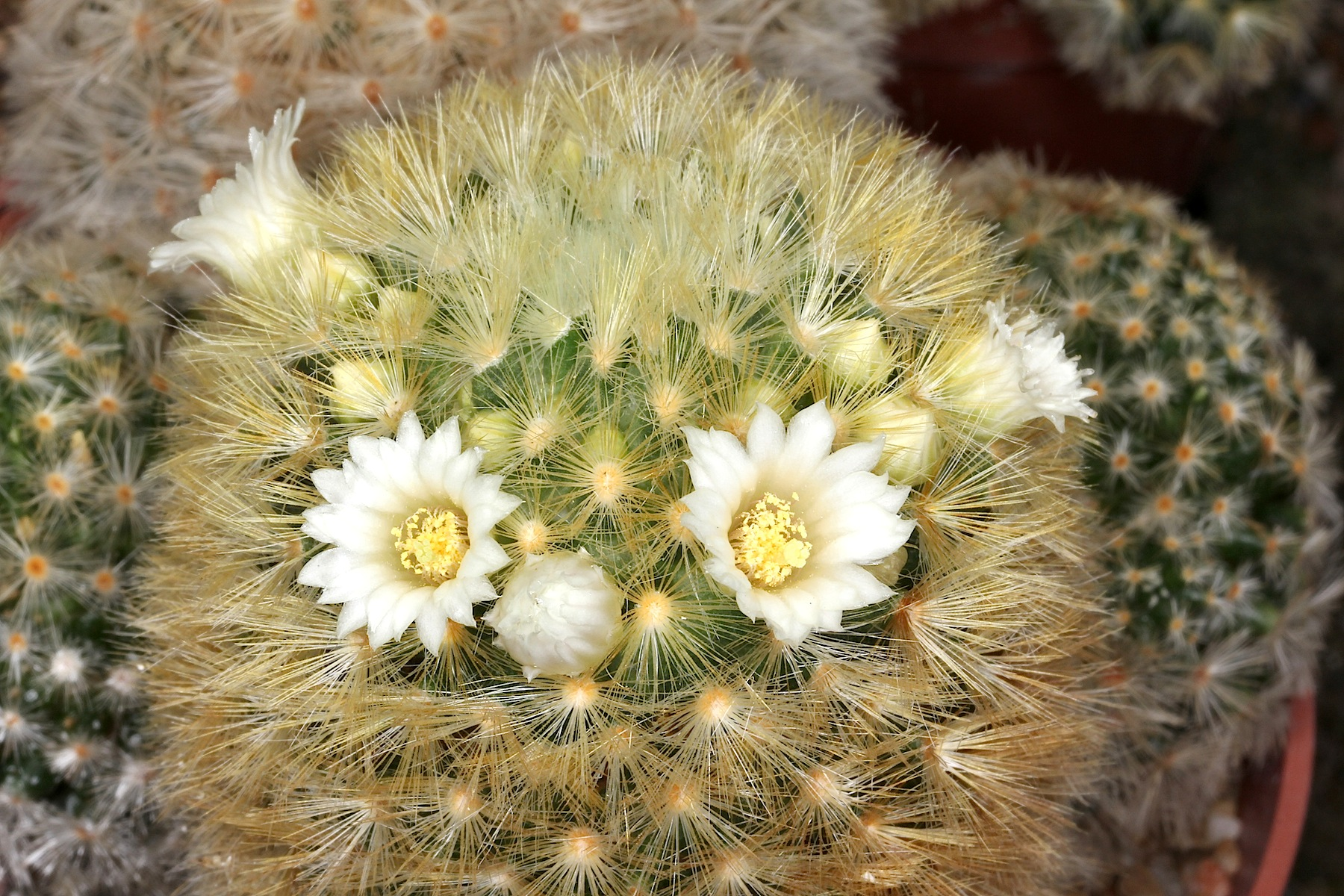
Einzelansicht

Mammillaria carmenae ist eine Pflanzenart aus der Gattung Mammillaria in der Familie der Kakteengewächse (Cactaceae). Das Artepitheton ehrt Carmen González Castañeda, Ehefrau des Ingenieurs und Kakteen-Enthusiasten Marcelino Castañeda.

## Beschreibung
Mammillaria carmenae bildet kleine Gruppen. Die kugeligen bis eiförmigen Pflanzenkörper werden bis zu 4 bis 10 Zentimeter hoch und bis zu 3 bis 4 Zentimeter im Durchmesser groß. Die konischen Warzen sind ohne Milchsaft. Die Axillen sind mit Wolle und Borsten besetzt. Mitteldornen fehlen vollständig. Die 100 und mehr Randdornen sind weiß oder hellgelb und 0,5 Zentimeter lang.
Die weißen bis hell-rosa oder rosa überhauchten Blüten sind bis zu 1,1 Zentimeter lang und 1,1 Zentimeter im Durchmesser groß. Die grünlichen Früchte enthalten schwarze Samen.

## Verbreitung, Systematik und Gefährdung
Mammillaria carmenae ist in dem  mexikanischen Bundesstaat Tamaulipas verbreitet.
Die Erstbeschreibung erfolgte 1953  durch Marcelino Castañeda. Ein nomenklatorisches Synonym ist Escobariopsis carmenae (Castañeda) Doweld (2000).
In der Roten Liste gefährdeter Arten der IUCN wird die Art als „Critically Endangered (CR)“, d. h. als vom Aussterben bedroht geführt.

## Nachweise